# Poulet Gaston Gérard
Pour les articles homonymes, voir Poulet (homonymie), Gaston et Gérard.
Le poulet Gaston Gérard est un plat traditionnel des cuisines dijonnaise et bourguignonne, à base de poulet, vin blanc, crème fraîche, moutarde de Dijon, comté râpé, et paprika. La recette a été inventée en 1930 par Reine Geneviève Bourgogne, et baptisée du nom de son mari, l'homme politique Gaston Gérard.

## Historique
Cette recette est créée pour la première fois en août 1930, à la suite d'un accident de cuisine, par Reine Geneviève Bourgogne, première épouse de Gaston Gérard, ministre député maire de Dijon, pour leur invité, le « prince des gastronomes » Curnonsky, humoriste et célèbre critique culinaire français de cette époque.

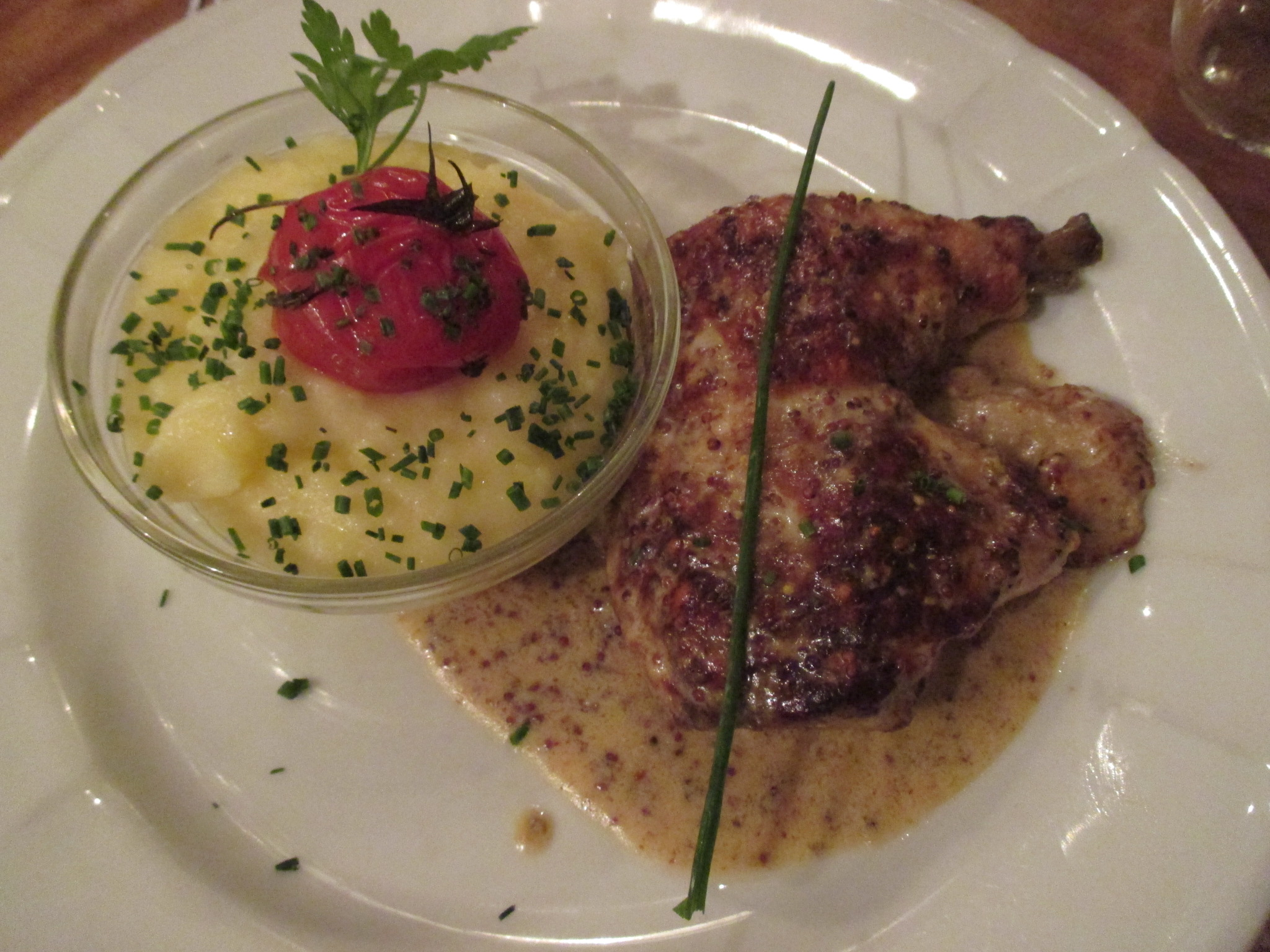
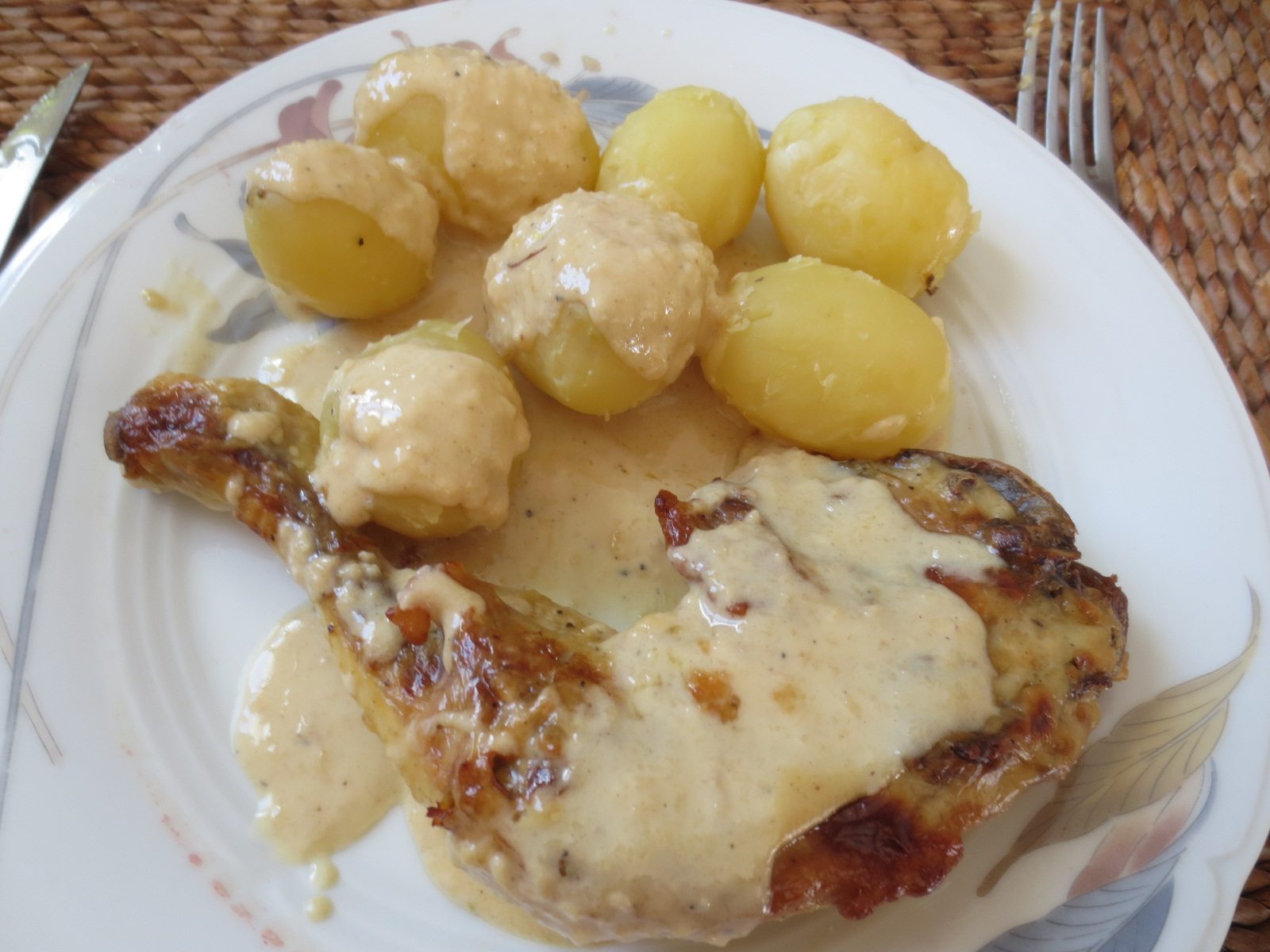
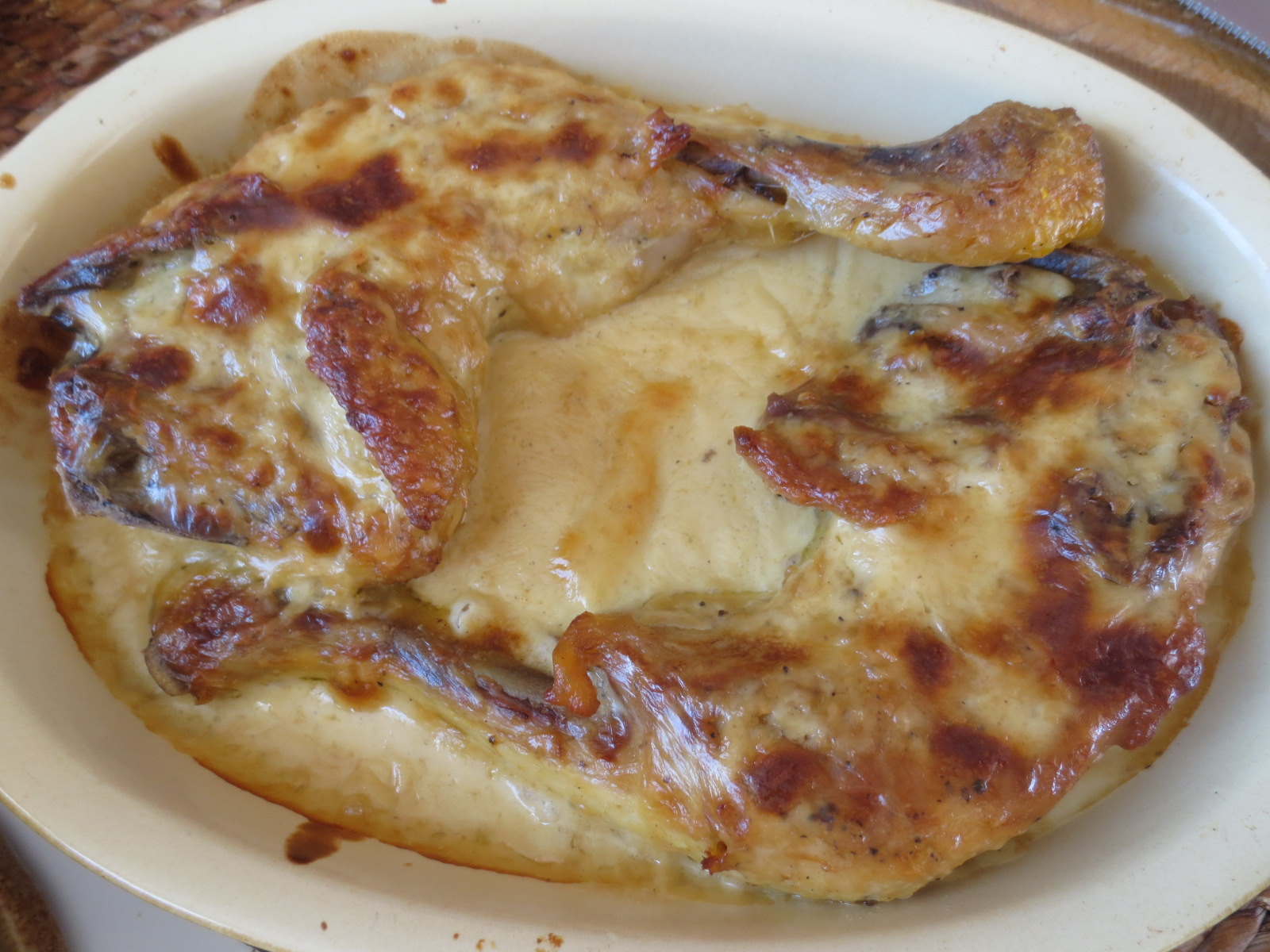
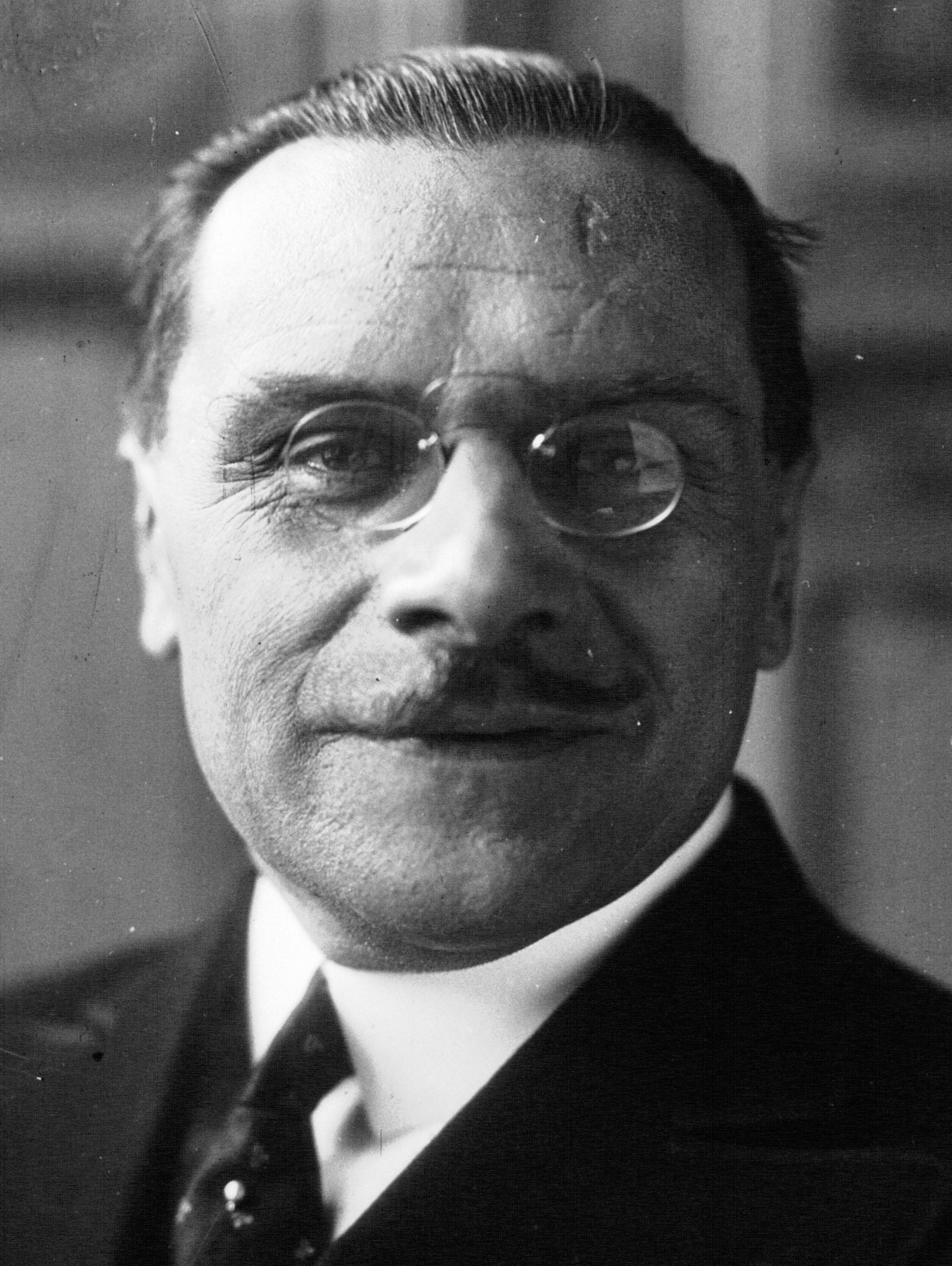
Gaston Gérard

Alors qu'elle prépare un poulet à sa façon, à leur domicile de la rue du Petit-Potet à Dijon, elle renverse par accident un pot de paprika dans la cocotte de sa préparation. Pour rattraper l'incident, elle décide d'ajouter du vin blanc de Bourgogne, de la crème fraîche et du comté râpé. La recette est une réussite et plait à leur hôte et critique gastronomique illustre, qui félicite la maîtresse de maison, et choisit de la baptiser du nom de son hôte. Il s'agit d'un bon exemple de sérendipité. La recette est devenue depuis un classique de la cuisine dijonnaise et de la cuisine bourguignonne.

## Ingrédients et préparation
Le poulet de Bresse (de Bresse bourguignonne) est préconisé de préférence pour cette recette bourguignonne. Dans une cocotte, le poulet est tout d’abord doré à l’huile, ou au beurre, puis laissé à cuire. La sauce est faite avec le jus de cuisson, du comté râpé, du vin blanc du vignoble de Bourgogne, de la moutarde de Dijon (ou moutarde de Bourgogne), du paprika, et de la crème fraîche. 
Il est servi légèrement gratiné (passé au four 30 minutes à environ 200 °C) avec une purée ou des pommes de terre, et accompagné de vin blanc : un Chassagne-Montrachet ou Puligny-Montrachet par exemple, ou autre appellation de Bourgogne issue de chardonnay.

## Variante

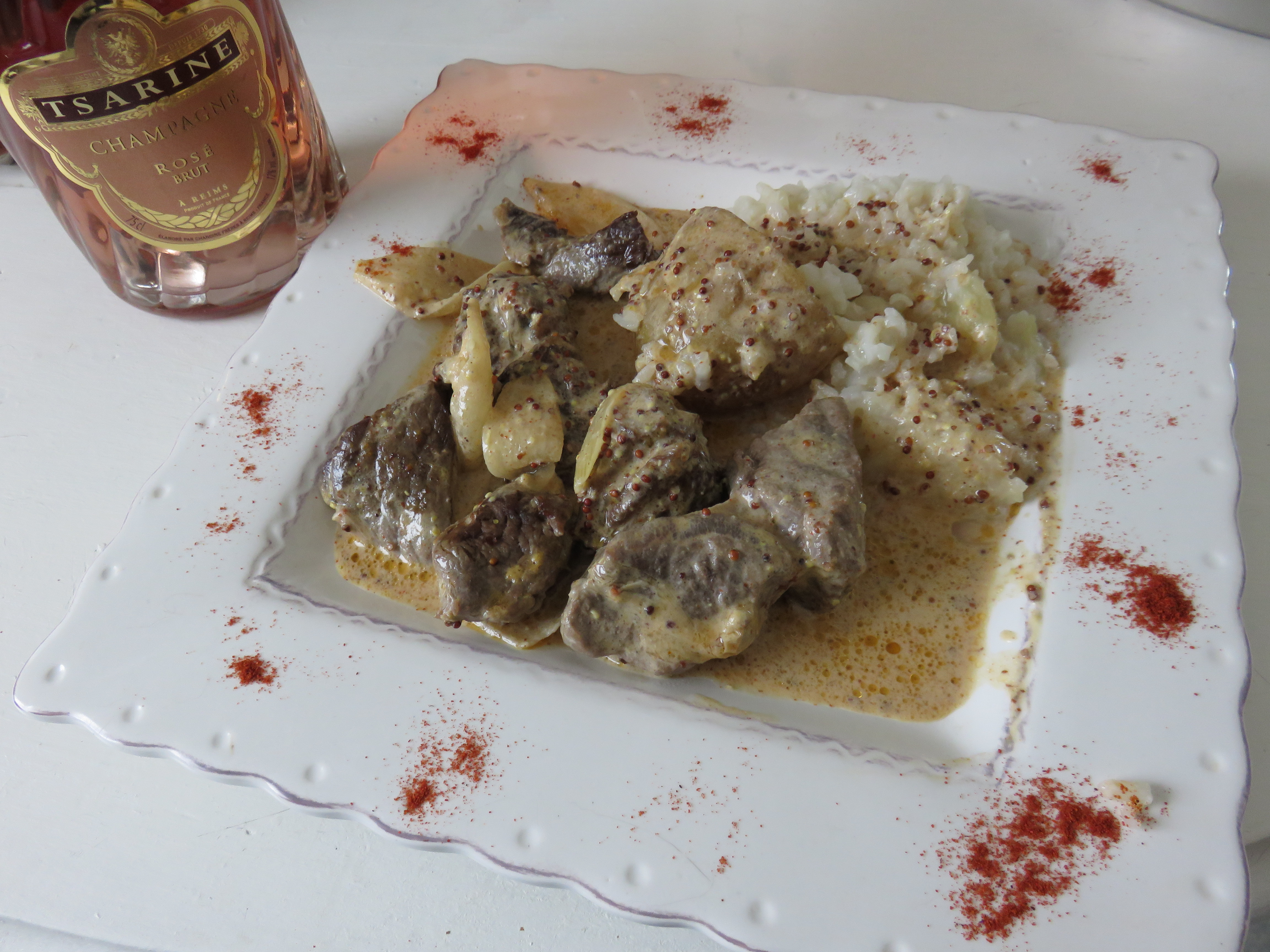
Bœuf Stroganov, variante de la cuisine russe du XIXe siècle.

Le Bœuf Stroganov est une célèbre variante de la cuisine russe du XIXe siècle, à base de ragoût de bœuf mariné, sauté, puis braisé avec une sauce à la crème, de moutarde, de paprika, d'oignons, et de champignons.